# Sandfell (berg i Island, Suðurland, lat 64,37, long -20,31)
Sandfell är ett berg i republiken Island. Det ligger i regionen Suðurland, 80 km öster om huvudstaden Reykjavík. Toppen på Sandfell är 602 meter över havet, eller 226 meter över den omgivande terrängen. Bredden vid basen är 4,4 km.
Trakten runt Sandfell är nära nog obefolkad, med mindre än två invånare per kvadratkilometer. Trakten runt Sandfell består i huvudsak av gräsmarker.